# Tāzehābād-e Sar Dālān
Tāzehābād-e Sar Dālān (persiska: تازِهابادِ سَر دالان, تاج آباد, تازه آباد سر دالان) är en ort i Iran.   Den ligger i provinsen Kurdistan, i den nordvästra delen av landet, 400 km väster om huvudstaden Teheran. Tāzehābād-e Sar Dālān ligger 1 838 meter över havet och antalet invånare är 144.
Terrängen runt Tāzehābād-e Sar Dālān är platt norrut, men söderut är den kuperad. Runt Tāzehābād-e Sar Dālān är det ganska glesbefolkat, med 23 invånare per kvadratkilometer. Närmaste större samhälle är Bāgh Chaleh, 3,4 km söder om Tāzehābād-e Sar Dālān. Trakten runt Tāzehābād-e Sar Dālān består i huvudsak av gräsmarker.